# Bramenstengelboorder
De bramenstengelboorder (Phylloecus nigra) is een vliesvleugelig insect uit de familie van de halmwespen (Cephidae). De wetenschappelijke naam van de soort is voor het eerst geldig gepubliceerd in 1776 door Harris.